# Stazione di Rufina
Stazione di Rufina vasútállomás Olaszországban, Rufina településen.

## Vasútvonalak
Az állomást az alábbi vasútvonalak érintik:
- Pontassieve-Borgo San Lorenzo-vasútvonal

## Kapcsolódó állomások
A vasútállomáshoz az alábbi állomások vannak a legközelebb:
- Stazione di Pontassieve
- Stazione di Scopeti